# Lubné
Lubné (in tedesco Lubna) è un comune della Repubblica Ceca facente parte del distretto di Brno-venkov, in Moravia Meridionale.